# Яршево (Вологодская область)
Яршево — деревня в Кирилловском районе Вологодской области.
Входит в состав Ферапонтовского сельского поселения, с точки зрения административно-территориального деления — в Ферапонтовский сельсовет.
Расстояние по автодороге до районного центра Кириллова — 22 км, до центра муниципального образования Ферапонтово — 1 км. Ближайшие населённые пункты — Ферапонтово, Бяковское, Мурганы.
По переписи 2002 года население — 124 человека (64 мужчины, 60 женщин). Преобладающая национальность — русские (97 %).